# Erich Petersen
Erich Petersen (* 4. Oktober 1871 in Breslau; † 1. März 1942 in Berlin-Schmargendorf; vollständiger Name: Erich Wilhelm Alexander Petersen) war ein deutscher Jurist, preußischer Verwaltungsbeamter und Abgeordneter.

## Leben
Erich Petersen legte 1890 am Askanischen Gymnasium in Berlin das Reifezeugnis ab und studierte danach an der Friedrich-Wilhelms-Universität Berlin Rechtswissenschaften. Er leistete seinen Militärdienst als Einjährig-Freiwilliger beim Kaiser Franz Garde-Grenadier-Regiment Nr. 2 und wurde Leutnant der Reserve dieses Regiments. Petersen bestand 1894 das erste Staatsexamen und wurde zum Gerichtsreferendar ernannt. Nach dem Vorbereitungsdienst legte er 1899 das zweite Staatsexamen ab und wurde zum Regierungsassessor ernannt. Von 1894 bis 1906 war er bei verschiedenen preußischen Gerichten und Regierungsbehörden tätig, unter anderem von 1896 bis 1900 bei der Bezirksregierung Minden.
Im Jahr 1906 wurde Erich Petersen mit der Verwaltung des Landratsamts im Kreis Fischhausen in der Provinz Ostpreußen beauftragt und am 18. Februar 1907 zum Landrat ernannt. Im Jahr 1917 erfolgte die Beauftragung mit der Verwaltung des Landratsamts im Kreis Minden, und nachdem der Kreistag mit der Bitte um Ernennung Petersens auf sein Vorschlagsrecht verzichtet hatte, wurde er am 6. Juni 1918 endgültig zum Landrat ernannt. Dieses Amt übte er bis zu seiner Pensionierung am 1. April 1937 aus.
Nach 1918 war Erich Petersen Mitglied des Provinziallandtags der Provinz Westfalen. Er war Mitglied im Landeseisenbahnrat Hannover und im Versicherungsverband Deutscher Kleinbahnen, außerdem übte er verschiedene Aufsichtsratsmandate in kommunalen Unternehmen aus (darunter wahrscheinlich das Elektrizitätswerk Minden-Ravensberg und die Mindener Kreisbahnen).
Erich Petersen war evangelisch und verheiratet.

## Auszeichnungen
- Landwehrdienstauszeichnung II. Klasse
- Roter Adlerorden IV. Klasse
- Eisernes Kreuz II. Klasse am weiß-schwarzen Band (1914)